# 9537 Nolan
A 9537 Nolan (ideiglenes jelöléssel 1982 BM) a Naprendszer kisbolygóövében található aszteroida. Edward L. G. Bowell fedezte fel 1982. január 18-án.